# (21729) Kimrichards
(21729) Kimrichards (1999 RE137) – planetoida z pasa głównego asteroid okrążająca Słońce w ciągu 3,61 lat w średniej odległości 2,35 j.a. Odkryta 9 września 1999 roku.